# Orthetrum carnaticum
Orthetrum carnaticum är en trollsländeart som beskrevs av Kirby 1890. Orthetrum carnaticum ingår i släktet Orthetrum och familjen segeltrollsländor. Inga underarter finns listade i Catalogue of Life.